# Platygaster vedresi
Platygaster vedresi är en stekelart som beskrevs av Szabó 1977. Platygaster vedresi ingår i släktet Platygaster och familjen gallmyggesteklar. Inga underarter finns listade i Catalogue of Life.